# Polysyncraton haranti
Polysyncraton haranti är en sjöpungsart som beskrevs av Francoise Lafargue 1975. Polysyncraton haranti ingår i släktet Polysyncraton och familjen Didemnidae. Inga underarter finns listade i Catalogue of Life.